# Maricel Voinea
Maricel Voinea   (Galați, 17 de març de 1959) és un jugador d'handbol romanès, ja retirat, que va competir entre les dècades de 1970 i 1990.
Nascut a Galaţi, Voinea va jugar pel HC Minaur a Baia Mare (1977-1989), on va guanyar molts títols locals i internacionals, inclosa la Copa EHF el 1985 i el 1988. Més tard va fitxar per l'Avidesa València (1989-1992), i posteriorment va anar a jugar a Alemanya, on fitxà pel SG Leutershausen (1992-1994) i l'HSG Nordhorn (1994-1998).
El 1999 fou nomenat entrenador principal de l'HC Ibbenbüren i el va ascendir a la Bundesliga l'any següent, mentre continuava actuant-hi com a jugador. Després va anar al TSV Landsberg també com a jugador-entrenador, i hi va repetir el mateix èxit el 2002.
El darrer equip entrenat per Maricel Voinea fou l'equip local de Fürstenfeldbruck, a prop de Múnic, de la quarta divisió. Posteriorment, es va retirar de l'esport, i treballa a l'administració local de Furstenfeldbruk.
Jugant per la selecció de Romania, va guanyar una medalla de bronze als Jocs Olímpics d'Estiu de 1980 a i una altra als Jocs Olímpics d'Estiu de 1984 a Los Angeles.